# Morgan (otok)
Morgan je mali otok, a istodobno najveći u skupini otoka udaljenih 2 km istočno od rta Bidlingmaier, sa sjeverne strane otoka Heard u Indijskom oceanu. Skupina otoka je ucrtana tako da se proteže preko "Morgan Bay" na skici iz 1860. godine koju je sastavio kapetan H.C. Chester, američki lovac na tuljane, a "Morgan Islands" se pojavljuje na karti iz 1874. i znanstvenim izvješćima britanske ekspedicije pod vodstvom Georgea Naresa u HMS -u izazivač. Otok Morgan istraživala je 1948. Australska nacionalna antarktička istraživačka ekspedicija, koja je pridijelila ime Morgan samo najvećem otoku u skupini.
Manja hrid Black Rock se nalazi 20 metara sjeverozapadno od otoka Morgan.